# Mirsilo di Metimna
Mìrsilo di Mètimna (in greco antico: Μύρσιλος?, Mìrsilos), chiamato anche Mìrsilo Lesbio o Mirsilo di Lesbo (Metimna, III secolo a.C. – ...), è stato uno storico e paradossografo dell'antica Grecia.

## Biografia
Originario della città di Mètimna, sull'isola greca di Lesbo, di lui si hanno solo rare e incerte notizie sulla sua vita.

## Opere
Due opere gli sono attribuite dalla tradizione antica, ossia una storia di Lesbo (in greco antico: Λεσβιακά?, Lesbiakà) e un'opera aneddotica, (in greco antico: Ἱστορικὰ παράδοξα?, Historikà paràdoxa), raccolta di paradossi e mirabilia. 
Di entrambe le opere sono pervenuti solo pochi frammenti. Sono invece da considerarsi spurie le cronache De origine Italiae et Tyrrhenorum (o De origine Italiae et Turrenae) a lui attribuite da Giovanni Nanni (Annio da Viterbo) che se ne servì nella sua colossale falsificazione nota come Antiquitates variae.